# Jean-Louis Tourenne
Jean-Louis Tourenne (La Mézière, 1944) és un polític bretó. Ha treballat com a professor de matemàtiques. El 1973 fou escollit al Consell General d'Ille i Vilaine pel cantó de Hede dins les llistes del Partit Socialista i el 1983 fou elegit alcalde de La Mézière, càrrec que ocupà fins al 2004, quan nomenat president del Consell General d'Ille i Vilaine.
El juliol de 2008 fou durament criticat per les autoritats de les prefectures per la realització de proves genètiques a un jove angolès indocumentat del qual era responsable. Proper a Edmond Hervé, exalcalde socialista de Rennes, participà en les llistes del Partit Socialista a les eleccions senatorials de 1998. També va ser president del Grup Socialista i el progrés democràtic a Ille i Vilaine de 1985 a març de 2004.